# Manhattan Project National Historical Park
Le Manhattan Project National Historical Park est un parc historique national américain divisé en trois sites à travers le pays. Créé le 10 novembre 2015, il protège les installations relatives au projet Manhattan à Los Alamos, au Nouveau-Mexique, à Hanford, dans l'État de Washington et à Oak Ridge, dans le Tennessee. Il est géré par le National Park Service et le département de l'Énergie des États-Unis.